# تپه شادمان ۳
تپه شادمان ۳ مربوط به دوران‌های تاریخی پس از اسلام است و در شهرستان بوئین‌زهرا، روستای شادمان واقع شده و این اثر در تاریخ ۱۰ مهر ۱۳۸۰ با شمارهٔ ثبت ۳۹۲۳ به‌عنوان یکی از آثار ملی ایران به ثبت رسیده است.